# Île Michipicoten
L’île Michipicoten (en anglais : Michipicoten Island) est une île canadienne située au nord-est du lac Supérieur. Elle mesure 27 km de long et 10 km de large. Elle possède un phare, construit en 1912 par Henri de Miffonis, à son extrémité orientale.